# Spider-Man: Into the Spider-Verse
Spider-Man: Into the Spider-Verse er en amerikansk animeret superheltefilm fra 2018. Den er instrueret af Bob Persichetti, Peter Ramsey, og Rodney Rothman, og har Shameik Moore, Jake Johnson, Hailee Steinfield, Mahershala Ali, og Nicolas Cage i hovedrollerne.
Filmen handler om teenageren Miles Morales, der får superkræfter og opdager et parallelt univers, hvor der findes mere end én Spider-Man. Han må slå sig sammen med de andre versioner af Spider-Man for at bekæmpe en trussel mod sit eget univers.

## Medvirkende

### Engelske stemmer
- Shameik Moore som Miles Morales/Spider-Man
- Jake Johnson som Peter Parker/Spider-Man
- Hailee Steinfeld som Gwen Stacy/Spider-Gwen
- Nicolas Cage som Peter Parker/Spider-Man Noir
- Kimiko Glenn som Peni Parker
- John Mulaney som Peter Porker/Spider-Ham
- Mahershala Ali som Aaron Davis/Prowler
- Brian Tyree Henry som Jefferson Davis
- Lily Tomlin som Tante May
- Liev Schreiber som Wilson Fisk/Kingpin
- Kathryn Hahn som Dr. Olivia Octavius
- Chris Pine som Ultimate Spider-Man
- Stan Lee som ham selv

### Danske stemmer
- Lue Støvelbæk - Miles Morales
- Nikolaj Lie Kaas - Peter Parker
- Julia Sofia Aastrup - Gwen Stacey
- Alexandre Willaume - Aaron Davis/Prowler
- Christian Tafdrup - RIPeter
- Lars Mikkelsen - Jefferson Davis
- Søren Sætter-Lassen - Kingpin
- Mark Le Fêvre - Peter Porker/Spider Ham
- Ole Lemmeke - Spider Noir
- Maja Iven Ulstrup - Peni Parker
- Jakob Stegelmann - Stan Lee
- Iben Hjejle - Doc Ock/Olivia Octavius
- Marijana Jankovic - Mary Jane Watson
- Anette Støvelbæk - Rio Morales
- Bodil Jørgensen - Tante May

## Priser
| Ceremoni      | Pris                  | Modtager                                      | Resultat |
| ------------- | --------------------- | --------------------------------------------- | -------- |
| Academy Award | Bedste animationsfilm | Peter Ramsey, Bob Perschietti, Rodney Rothman | Vundet   |
| Golden Globes | Bedste animationsfilm | Peter Ramsey, Bob Perschietti, Rodney Rothman | Vundet   |